# Шламовий амбар

Шламовий амбар

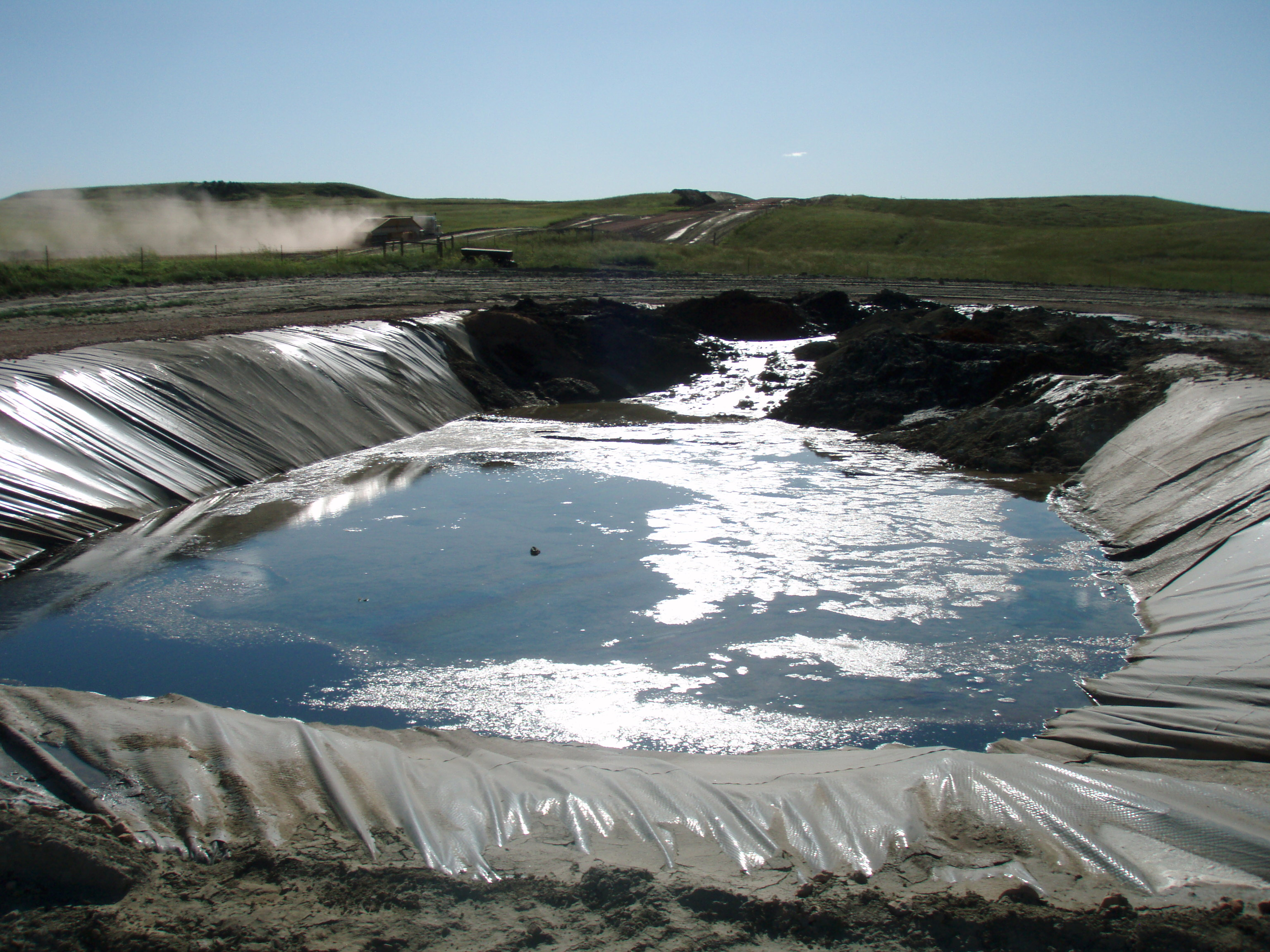
Шламовий амбар з плівковим протифільтраційним екраном

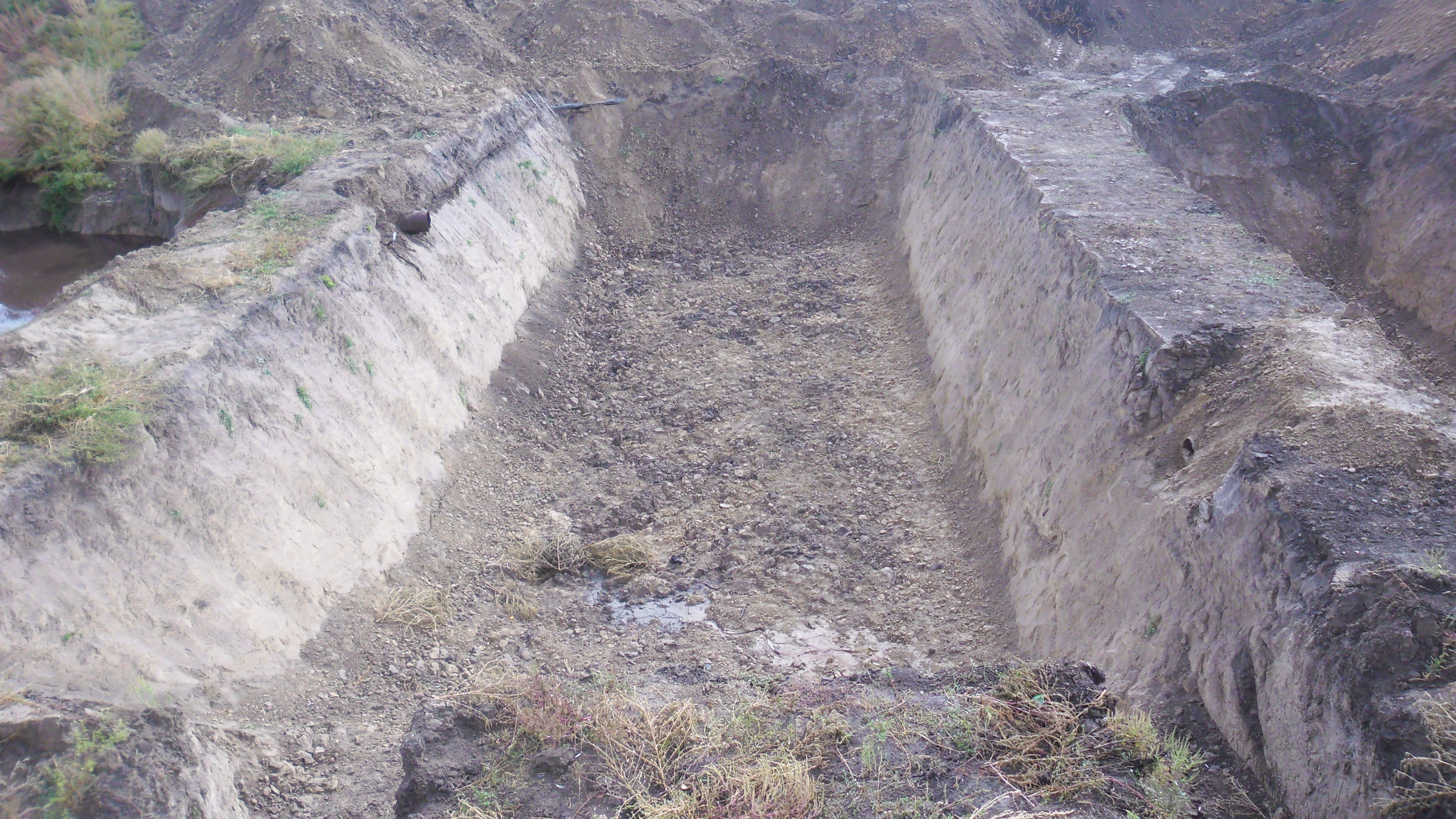
Будівництво шламового амбару

Шламовий амбар (англ. Mud Pitt) — сховище (комора) для шламових відходів буріння й експлуатації свердловин. Амбар використовується для накопичення відпрацьованої промивальної рідини, видаленої породи та бурових стічних вод. Як правило, амбар обладнують природним або штучним протифільтраційним екраном.
Після закінчення усіх робіт на ділянках, що відведені під будів-ництво свердловин і їх освоєння, передбачається засипка амбарів з пошаровим трамбуванням.